# Yellowjackets
Yellowjackets é uma banda de jazz fusion formada em 1981 em Los Angeles, Califórnia pelo tecladista Russell Ferrante, pelo guitarrista Robben Ford, o baixista Jimmy Haslip e o baterista Ricky Lawson.

## Membros

### Atuais
- Russell Ferrante - teclado, sintetizador
- Felix Pastorius - baixo
- Bob Mintzer - saxofone, clarinete (1991–presente)
- Will Kennedy - bateria, percussão (2010–presente; 1987–1999)

### Antigos
- Robben Ford - guitarrra (1977–1978)
- Ricky Lawson - bateria (1977–1986)
- Marc Russo - saxofone (1985–1989)
- Peter Erskine - bateria (1999)
- Terri Lyne Carrington - bateria (2000)
- Marcus Baylor - bateria (2000–2010)

## Discografia

### Estúdio
- 1981: Yellowjackets
- 1983: Mirage a Trois
- 1985: Samurai Samba
- 1986: Shades
- 1987: Four Corners
- 1988: Politics
- 1989: The Spin
- 1991: Greenhouse
- 1992: Live Wires (Ao vivo)
- 1993: Like a River
- 1994: Run for Your Life
- 1995: Collection
- 1995: Dreamland
- 1997: Blue Hats
- 1998: Priceless Jazz
- 1998: Club Nocturne
- 1999: The Best of the Yellowjackets
- 2001: Mint Jam (Ao vivo)
- 2003: Peace Round: A Christmas Celebration
- 2003: Time Squared
- 2005: Altered State
- 2006: Twenty-Five (Ao vivo CD/DVD)
- 2008: Lifecycle  (com Mike Stern)

### Outros
- 1982: Casino Lights
- 1986: STAR TREK IV: The Voyage Home